# Bílka
Bílka (německy Pilkau) je malá vesnice, část obce Bořislav v okrese Teplice. Nachází se asi 1,5 km na jih od Bořislavi. V roce 2009 zde bylo evidováno 48 adres. V roce 2011 zde trvale žilo 40 obyvatel.
Bílka je také název katastrálního území o rozloze 1,61 km².

## Historie
První písemná zmínka pochází z roku 1403.

## Obyvatelstvo
|                                                                        | 1869 | 1880 | 1890 | 1900 | 1910 | 1921 | 1930 | 1950 | 1961 | 1970 | 1980 | 1991 | 2001 | 2011 |
| ---------------------------------------------------------------------- | ---- | ---- | ---- | ---- | ---- | ---- | ---- | ---- | ---- | ---- | ---- | ---- | ---- | ---- |
| Obyvatelé                                                              | 90   | 101  | 91   | 67   | 81   | 84   | 80   | 37   | 19   | 25   | 17   | 16   | 24   | 40   |
| Domy                                                                   | 18   | 20   | 20   | 18   | 18   | 18   | 18   | 11   | .    | 5    | 4    | 8    | 9    | 12   |
| Počet domů z roku 1961 je zahrnut v celkovém počtu domů obce Bořislav. |      |      |      |      |      |      |      |      |      |      |      |      |      |      |

## Pamětihodnosti
- Kaple svatého Václava – původní kaple byla vystavěna v roce 1639. V roce 1736 byla nahrazena novější kaplí s věžičkou, která byla v osmdesátých letech 20. století demolována. V roce 2000 zde byla postavena nová kaple. Ve věžičce se nachází původní zvon, který byl od osmdesátých let uložen na obecním úřadě.[7]
- Cesta přátelství v Bílce – soubor čtrnácti plastik rozmístěných v okolí Bílky roku 2002. Autory plastik je čtrnáct sochařů z České republiky a Německa.

## Galerie

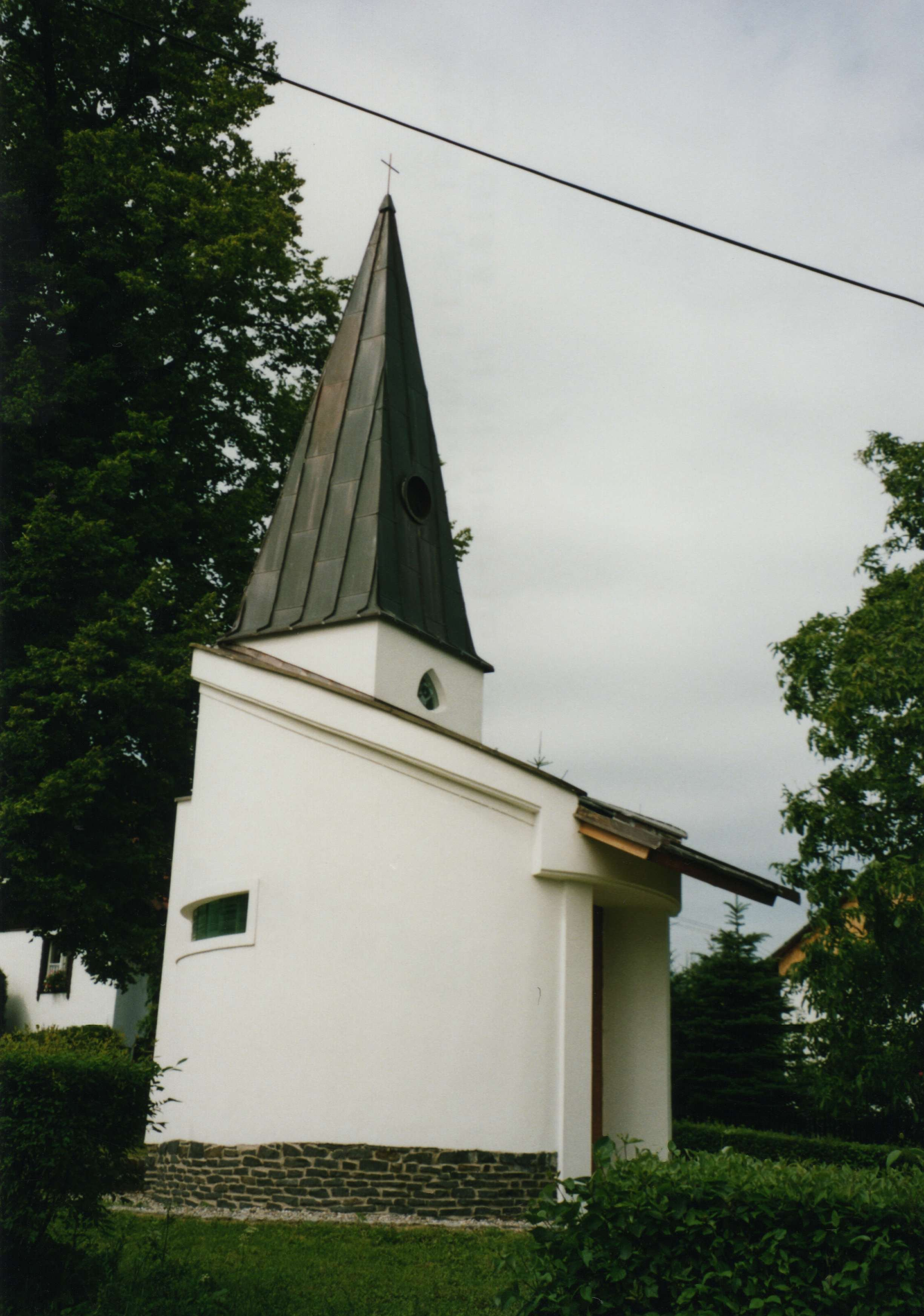
Kaple svatého Václava
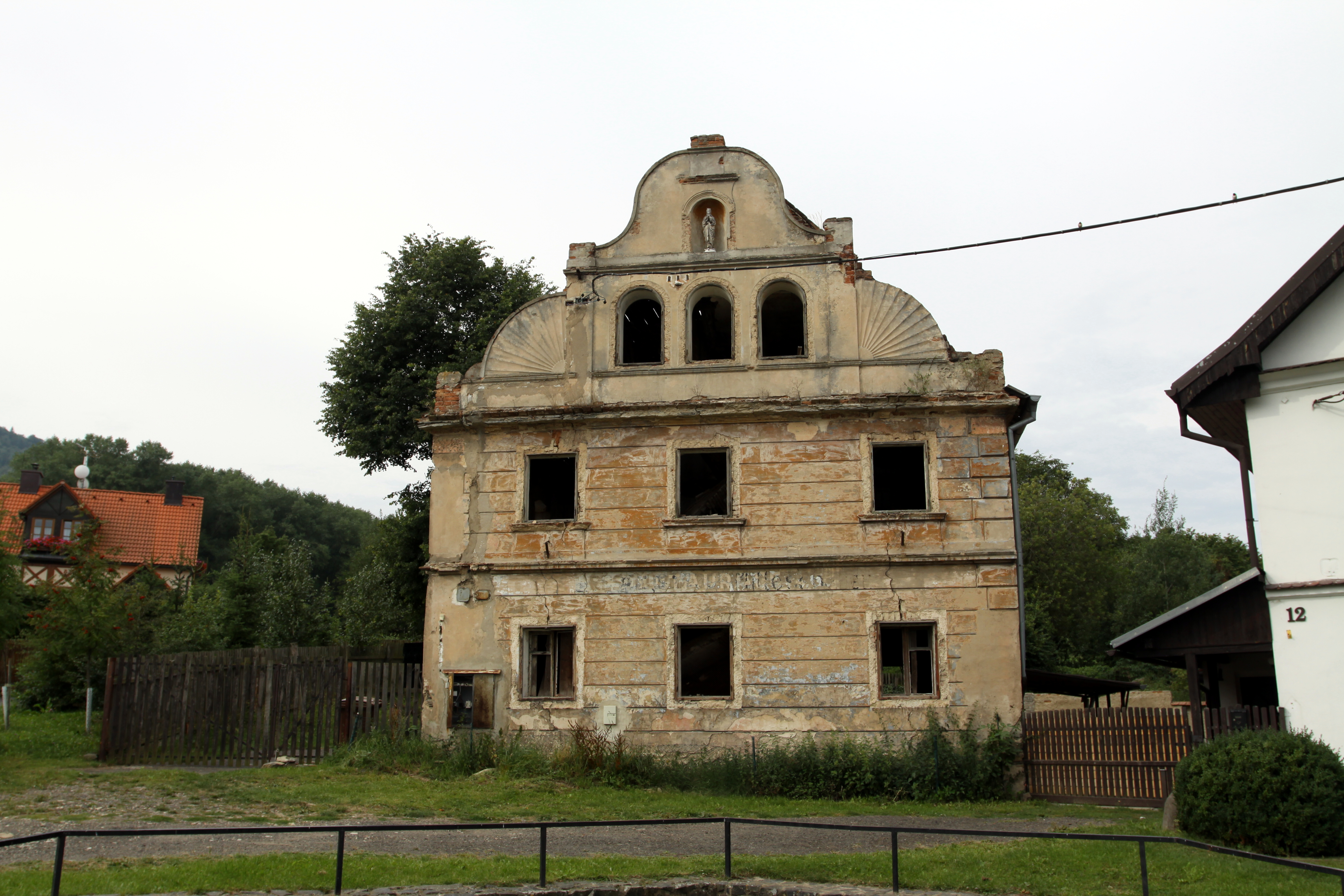
Bývalý hostinec
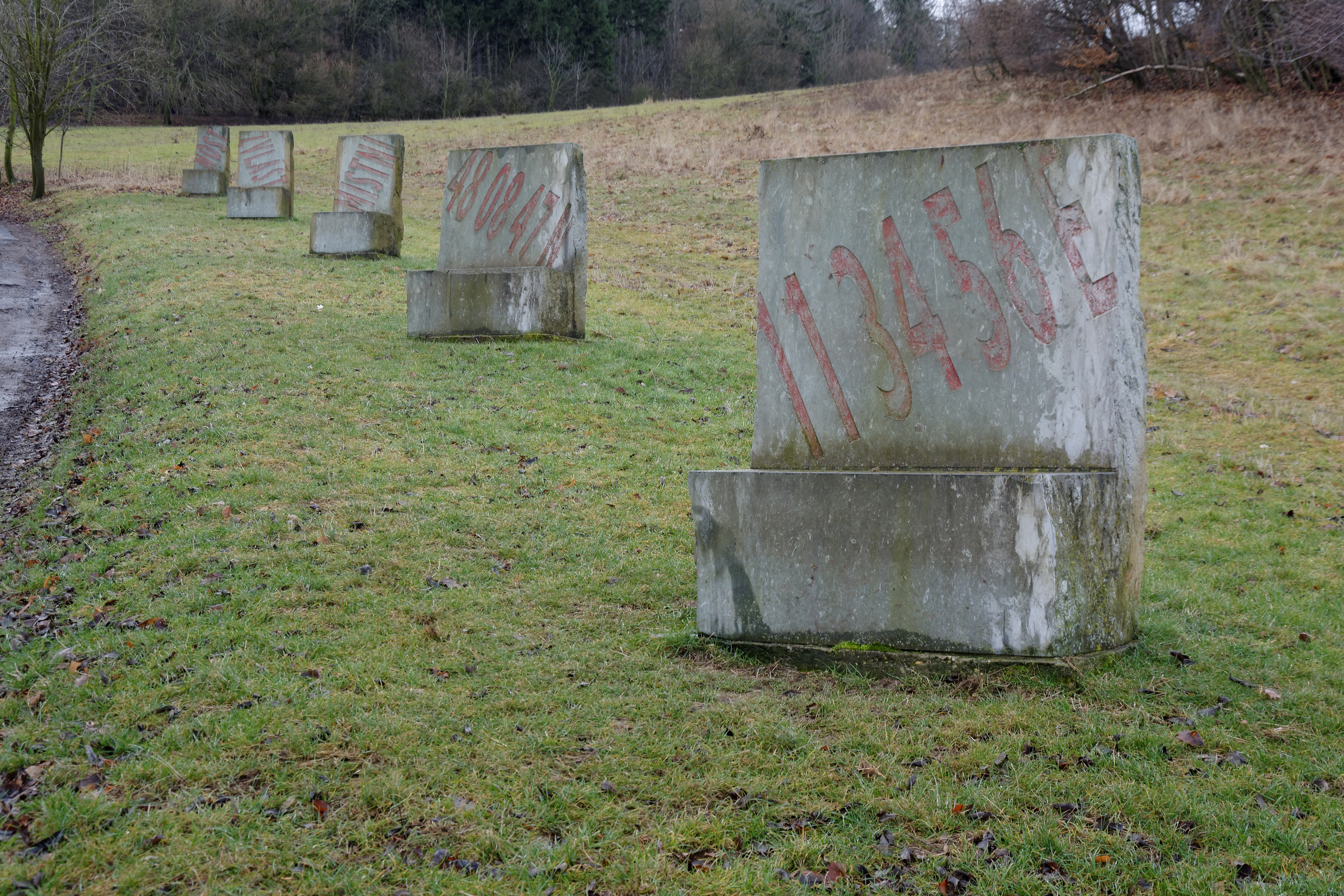
Plastiky na Cestě přátelství
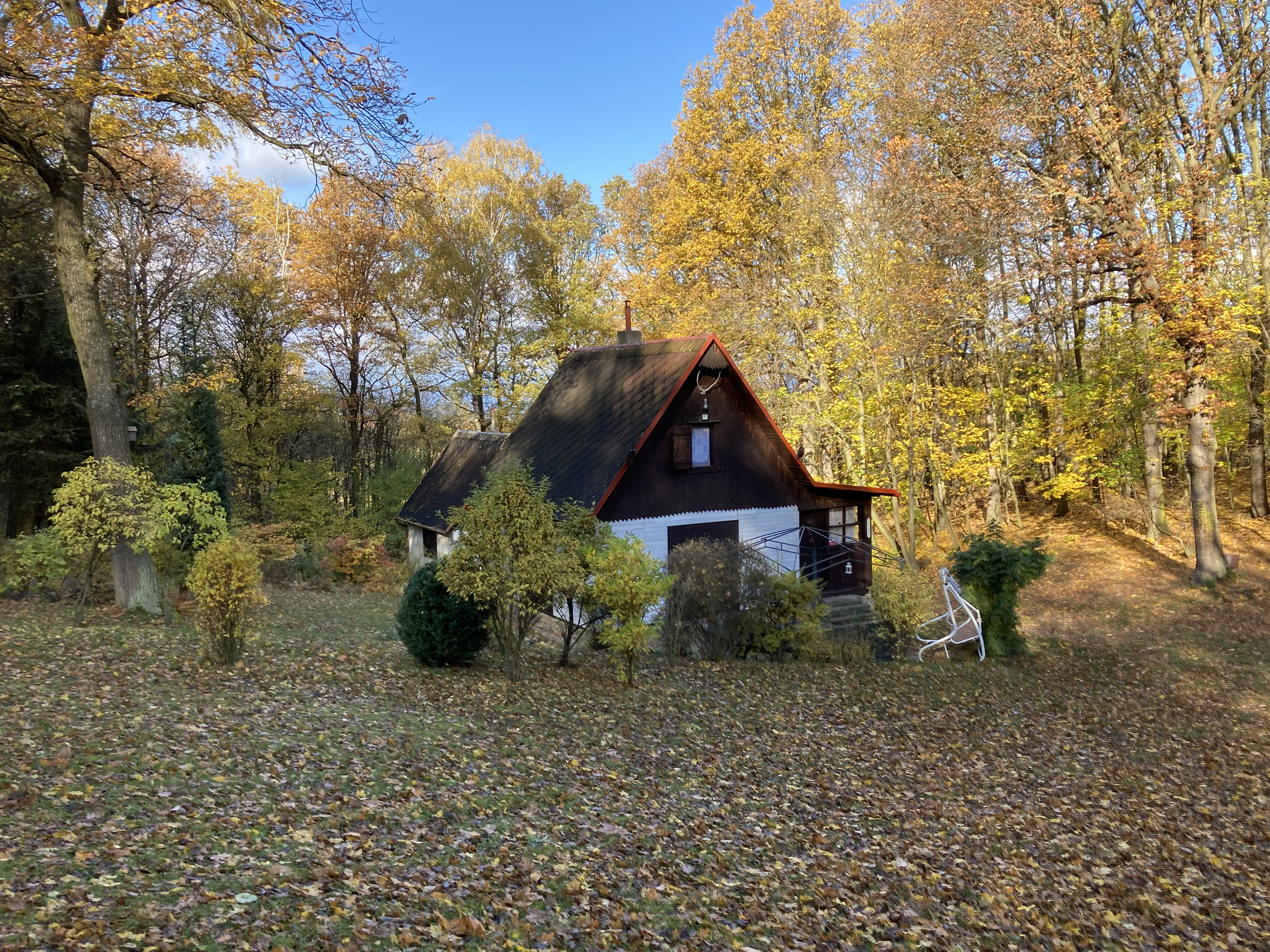
Chatová kolonie u Bílky